# Ndioum

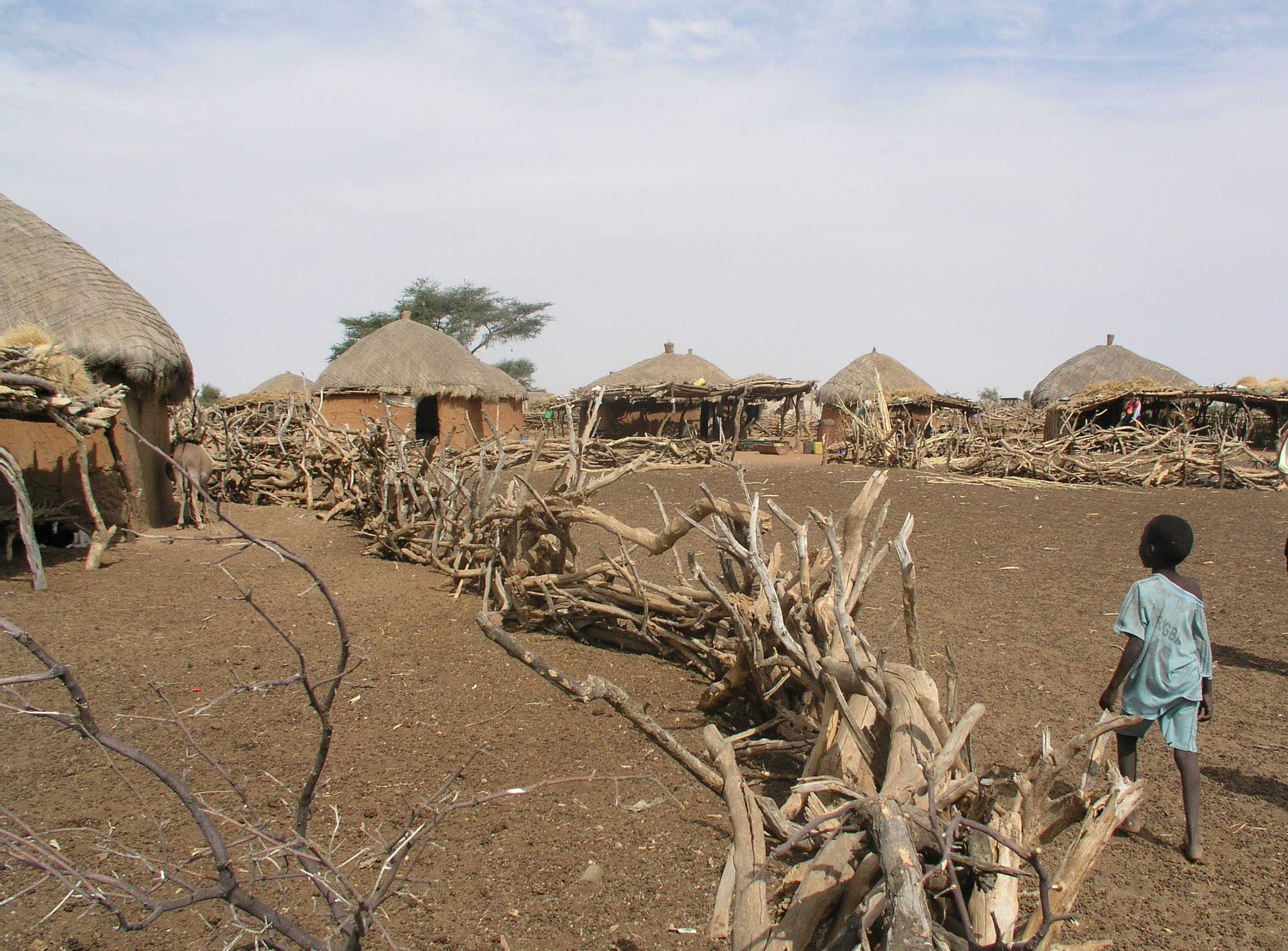
Ndioum

Ndioum är en stad i norra Senegal. Den ligger vid floden Doué i regionen Saint-Louis och hade 14 341 invånare vid folkräkningen 2013.